# Setodes chrysoplitis
Setodes chrysoplitis är en nattsländeart som beskrevs av Wolfram Mey 1998. Setodes chrysoplitis ingår i släktet Setodes och familjen långhornssländor. Inga underarter finns listade i Catalogue of Life.